# James Murray (lexikograf)
James Augustus Henry Murray, född den 7 februari 1837 i byn Denholm, nära staden Hawick, Skottland, död den 
26 juli 1915 i Oxford, var en brittisk lexikograf.
Murray var 1855-85 lärare och övertog 1879 för Philological Society utgivarskapet av "A New English Dictionary on Historical Principles", ett av världens största ordboksföretag, som började utkomma 1884 och som stod under hans ledning till hans död. År 1908 blev Murray adlad. Bland hans smärre arbeten är filologiska uppsatser i tidskrifter, editioner av äldre engelska språkminnesmärken med mera. Särskildt bör framhållas, hans för dialektforskningen betydelsefulla arbete om de lågskotska dialekterna (1871). 
År 1884 utgav Murray första bandets första avdelning (A-Ant) av A New English Dictionary on Historical Principles (från och med band III, 1895, även med titeln The Oxford English Dictionary, den brukliga benämningen), varav han till 1889 var ensam redaktör och varav han redigerade bokstäverna A, B, C, D, H-K, O, P och T, medan tre andra redaktörer (Henry Bradley, W.A. Craigie och C.T. Onions) redigerade de övriga. 
Ordboken upptar alla den medel- och nyengelska litteraturens ord från och med 1150. Alla engelska skrifter författade 1150-1600 och ett mycket rikt urval av litteraturen från 1600 till 1900-talets början genomgicks och excerperades. Ordens härkomst och formutveckling från äldsta tider framlades i den mån, som den dåtida språkforskningen lyckats utreda dem, i många fall med tyska vetenskapsmäns bistånd. 
Uppslagsordens antal var dubbelt större än i någon annan då existerande engelsk ordbok. Verket, som bekostats av Clarendon Press i Oxford, förelåg avslutat med band X år 1928, efter något mer än 40 års arbete. Om detta säger Axel Erdmann i Nordisk Familjebok att det var "ett enastående resultat, ty intet land i världen kan uppvisa ett jämförligt ordboksverk fullbordat på så kort tid." 
Han fortsätter: "Orsakerna härtill äro klok begränsning vid planläggningen, praktiska anordningar, intensivt arbete och, icke minst, intresseradt medarbete af de bildade klasserna: omkr. 1,500 frivilliga ha deltagit i läsning och excerpering af litteraturen (redan 1884 var antalet ordlappar 3 1/2 mill.), och omkr. 50 underredaktörer ha ställt sig till förfogande med att förberedelsevis ordna och behandla smärre partier. Omfångsrika materialsamlingar för ett supplement finnas." Detta utkom 1933.